# Сільвіо Мондинеллі
Сільвіо Мондінеллі (італ. Silvio Mondinelli; 24 червня 1958, Гардоне-Валь-Тромпія) — італійський альпініст, підкорювач усіх 14  восьмитисячників Землі.
Мондінеллі розпочав кар'єру горосходжувача підкоренням кількох вершин в  Альпах, зокрема гори Монте Роза. В 1981 р. він стає альпійським провідником і з 1987 по 1991 рр. працює інструктором провідників. З 1984 р. починає сходження на вершини поза  Європою, зокрема в Північній і  Південній Америці,  Гімалаях і Каракорумі.
2001 р. став одним з найвизначніших в спортивній кар'єрі — аж 4 восьмитисячники було підкорено: Еверест, Гашербрум І, Гашербрум ІІ і Дхаулагірі. 25 липня 2004 р. він досягає вершини К2 (8611 м) і декларує цей успіх «K2 2004-50 years later».
Разом з іншим італійцем Сімоне Моро (Simone Moro) став негативним героєм скандалу, пов'язаного з завоюванням  Корони Гімалаїв і Каракоруму. Виявилося, що їх сходження на Лхоцзе є обманом. Річард Павловські (Ryszard Pawłowski), який здійснював сходження в той же час, стверджував, що італійці не дійшли до вершини майже 150 метрів. Мондінеллі знову здійснив спробу зійти на Лхоцзе в 2006 р., цього разу успішно досягнувши вершини.

## Найвизначніші сходження
- 1984. Пускантурпа, півн. схил (6090 м)
- 1993. Манаслу, півд. схил (8163 м)
- 1994. Маккінлі (6194 м)
- 1996. Шишабангма Центральна (8013 м)
- 1997. Аконкагуа (6962 м) — Чо-Ойю (8201 м)
- 2000. Ама Даблам (6812 м)
- 2001. Еверест півд. схил (8848 м) — Гашербрум II (8035 м) — Гашербрум I (8068 м) — Дхаулагірі (8167 м)
- 2002. Макалу (8463 м)
- 2003. Канченджанга (8586 м)
- 2004. К2 (8611 м)
- 2005. Нанга Парбат (8125 м)
- 2006. Шишабангма Головна (8027 м) — Лхоцзе (8516 м) — Аннапурна (8091 м)
- 2007. Броуд-пік (8047 м).[3][4]
- 2010. Еверест півн. схил (8848 м).[5]

## Ресурси Інтернету
- Неофіційна сторінка в Інтернеті